# Марія Тереза (велика герцогиня Люксембургу)
Марія Тереза (фр. María Teresa, уроджена Марія Тереза Местре Батіста Фалья, фр. María Teresa Mestre y Batista-Falla, нар 22 березня 1956, Гавана, Куба) — велика герцогиня Люксембургу з 7 жовтня 2000 року, дружина великого герцога Анрі.
Її батьки, Хосе Антоніо Местре (1926—1993) та Марія Тереза Батіста (1928—1988), обидва народились у Ведадо (Гавана, Куба) і є нащадками буржуазних і знатних іспанських сімей і навіть конкістадорів. Крім цього, Марія Тереза — квартеронка, що має темношкірих предків із боку обох батьків. Дворянство Марії Терези можна простежити через велику кількість гілок роду, але найбільш безпосередньо через її предка Ігнасіо Монтальво, який став першим графом Монтальво в 1779 році. Серед її видатних предків є мери Гавани, гранди іспанського суду, маркізи та єпископи. Однією з її найбільш вражаючих родичів була письменниця Марія де лас Мерседес, Санта-Крус і Монтальво [1789-1852], графиня Мерліна, яка жила в Парижі й мала найповажніший літературний салон свого часу. Батько та його сім'я в 1950 році побудували CMQ, перший телевізійний канал Куби. Це був третій телеканал Латинської Америки, і вони мали статки завдяки йому.
Сім'я змушена була покинути Кубу під час революції у жовтні 1956 року і переїхати в Нью-Йорк. У Нью-Йорку Марія Тереза здобула початкову і середню освіту, відвідувала уроки співу і балетну школу. У 1980 році закінчила Інститут міжнародних досліджень у Женеві зі ступенем у галузі політичних наук. Марія Тереза і принц Анрі зустрілися в цьому університеті. Протягом чотирьох років вони обидва вели аналогічні дослідження, працюючи іноді в одних і тих же групах. Крім своєї рідної іспанської мови, Марія Тереза володіє також французькою, англійською, німецькою та італійською мовами. Любить музику і літературу, цікавиться живописом. Займається фігурним катанням, плаванням і лижами. У неї є два брати і сестра.

## Благодійність
Марія Тереза є амбасадоркою доброї волі ЮНЕСКО з 1997 року та бере участь у наданні допомоги розвитку. Особливо вона підтримує Мохаммада Юнуса, засновника мікрокредитування, а також жертву війни Кім Фук з В’єтнаму, яка зараз також працює послом доброї волі. Велика герцогиня Марія Тереза працює в сфері допомоги розвитку, що включає турботу про сиріт, що осиротіли від СНІДу в Африці, та хвилюють питання стосовно зобов'язання проти використання дітей-солдат та торгівлі людьми. З початку 2005 року вона очолювала Люксембурзький Червоний Хрест, також є членкинею Люксембурзького фонд, що підтримує дослідження раку і є покровительницею люксембурзького відділення дитячої благодійної організації SOS Children's Villages. Вона також є членкинею Почесного комітету Паралімпійських ігор і проводить кампанії проти жорстокого поводження з дітьми в інтернеті.

## Шлюб
У 1981 році Марія Тереза одружилася з наслідним принцом Люксембургу Анрі. Громадянська церемонія відбулася 4 лютого 1981 року, релігійна — 14 лютого за попередньою згодою Великого герцога Жана. Мати Анрі, Жозефіна-Шарлотта не схвалювала цей шлюб. У подружжя народилося п'ятеро дітей:
- Гійом (нар 11.11.1981) — наслідний Великий герцог Люксембургу, одружений на Стефанії де Ланнуа:
  - Шарль, принц Нассау та Бурбон-Пармський (нар.10.05.2020);
- Фелікс (нар 03.06.1984) — з 2013 року одружений з Клер Ладемахер:
  - Амалія Габріелла Марія Тереза (нар 15.06.2014);
  - Ліем Анрі Гартмут, принц Нассау (нар 28.11.2016);
- .Луї (нар 03.08.1986) — був одружений з Тессі Антоні[4], двоє синів:
  - Габріель Мішель Луї Роні, принц Нассау (нар.12.03.2006);
  - Ноа Етьєн Гійом Габріель Матіас Ксав'є, принц Нассау (нар 21.09.2007);
- Александра (нар 16.02.1991);
- Себастьян (нар 16.04.1992).

## Титули
- 22 березня 1956 — 14 лютого 1981: Марія Тереза Местре та Батіста Фалла.
- 14 лютого 1981 — 7 жовтня 2000: Її Королівська Високість наслідна Велика герцогиня Люксембургу.
- 7 жовтня 2000 — сьогодні: Її Королівська Високість Велика герцогиня Люксембургу.